# Karl Friedrich von Gärtner
Karl Friedrich von Gärtner, född den 1 maj 1772 i Göppingen, död den 1 september 1850 i Kalw, var en tysk botaniker och praktiserande läkare, son till Joseph Gärtner. 
Gärtner skrev arbeten om växternas befruktning och utarbetade ett tilläggsband (Supplementum carpologiæ, 1805-07) till faderns stora arbete De Fructibus et Seminibus Plantarum.

Auktorsnamnet C.F.Gaertn. kan användas för Karl Friedrich von Gärtner i samband med ett vetenskapligt namn inom botaniken; se Wikipediaartiklar som länkar till auktorsnamnet.